# Hope Larson
Pour les articles homonymes, voir Larson.
Hope Larson (né le 17 septembre 1982 à Asheville en Caroline du Nord) est une auteure de bande dessinée américaine.

## Prix et récompenses
- 2006 : Prix Ignatz du nouveau talent prometteur pour Salamander Dream et Gray Horses
- 2007 : Mention spéciale aux prix Eisner
- 2013 : Prix Eisner de la meilleure publication pour adolescents avec A Wrinkle in Time

## Publications
- Salamander Dream, AdHouse Books, 2005.
- Gray Horses, Oni Press, 2006.
  - (fr) Gray Horses, Albin Michel, coll. « Peps », 2007.
- Chiggers, Atheneum Books, 2008.
- Mercury, Atheneum Books, 2010.
- A Wrinkle in Time (d'après Madeleine L'Engle), Farrar, Straus and Giroux, 2012.
- Who is AC (avec Tintin Pantoja), Athenum Books, 2013.